# Polygrammodes brunneivena
Polygrammodes brunneivena là một loài bướm đêm trong họ Crambidae.